# Севері (Во)
Севері (фр. Sévery) — колишня громада  в Швейцарії в кантоні Во, округ Морж. 2021 року громади Апль, Бюсі-Шардоне, Котан, Панпіньї, Ревероль і Севері об'єдналися в громаду Отморж.

## Географія
Громада розташована на відстані близько 90 км на південний захід від Берна, 16 км на захід від Лозанни.
Севері має площу 2,4 км², з яких на 5,8% дозволяється будівництво (житлове та будівництво доріг), 83,8% використовуються в сільськогосподарських цілях, 10,4% зайнято лісами, 0% не є продуктивними (річки, льодовики або гори).

## Демографія
2019 року в громаді мешкало 227 осіб (+1,8% порівняно з 2010 роком), іноземців було 9,7%. Густота населення становила 95 осіб/км².
За віковим діапазоном населення розподілялося таким чином: 18,1% — особи молодші 20 років, 67,4% — особи у віці 20—64 років, 14,5% — особи у віці 65 років та старші. Було 96 помешкань (у середньому 2,4 особи в помешканні).
Із загальної кількості 88 працюючих 32 було зайнятих в первинному секторі, 26 — в обробній промисловості, 30 — в галузі послуг.